# Platina
Plátina (latinsko platinum) je kemični element. Kot vse druge plemenite kovine je tudi ta odporna proti koroziji. V naravi jo najdemo samorodno, vsebujejo pa jo tudi nekatere nikljeve in bakrove rude. Uporablja se v čisti obliki in v zlitinah s paladijem (do 25 %), rodijem (do 40 %), rutenijem, volframom (do 8 %) in nikljem (do 10 %). Za vse te zlitine je značilna popolna odpornost proti sulfidizaciji in okisdaciji pa tudi velika trdnost in obrabna obstojnost pri visoki temperaturi. Za trajne magnete je najprimernejša zlitina platine s 25 do 50 % kobalta.
Uporablja se za nakit, v tehniki pa v katalizatorjih za čiščenje avtomobilskih izpušnih plinov, v vodikovih gorilnih celicah, za laboratorijsko opremo itd.
Platina lahko kljub svoji dobri obstojnosti korodira zaradi cianidov, halogenov, žvepla in zažigalnih alkalov. Odporna je proti kislinam, tudi proti klorovodikovi in dušikovi, izjema pa je raztopina aqua regia, v kateri tvori klorplatinasto kislino. Pogosta oksidacijska stanja platine vključujejo +2, +3 in +4.
1. ↑  Meija, Juris;  in sod. (2016). »Atomic weights of the elements 2013 (IUPAC Technical Report)«. Pure and Applied Chemistry. 88 (3): 265–91. doi:10.1515/pac-2015-0305.
2. ↑  Weast, Robert (1984). CRC, Handbook of Chemistry and Physics. Boca Raton, Florida: Chemical Rubber Company Publishing. str. E110. ISBN 0-8493-0464-4.